# Pojenicatomi
Pojenicatomi (románul: Poienița Tomii) falu Romániában, Erdélyben, Hunyad megyében.

## Fekvése
Vajdahunyadtól északnyugatra, Feresd mellett fekvő település.

## Története
Pojenicatomi, Pojanicza nevét 1482-ben említette először oklevél p. Poyanicha írásmóddal. A későbbiekben több névváltozata is előfordult: 1506-ban és 1510-ben v. Poynycza, 1733-ban Pojénitza Tomi, 1750-ben Pojenicza Tomej, 1760–1762 között Pojenicza Tomi, 1805-ben Pojenicza Tomi, 1808-ban Pojenicza Thomi, Bojatum {!}, 1861-ben Pojényicza-Tomi, 1888-ban Tomi-Pojenicza, 1913-ban Pojenicatomi formában említették.
1506-ban kenezius de Poynycza Hunyadvár tartozéka volt.
A trianoni békeszerződés előtt Hunyad vármegye Vajdahunyadi járásához tartozott. 1910-ben 185 görög keleti ortodox román lakosa volt.

## Források

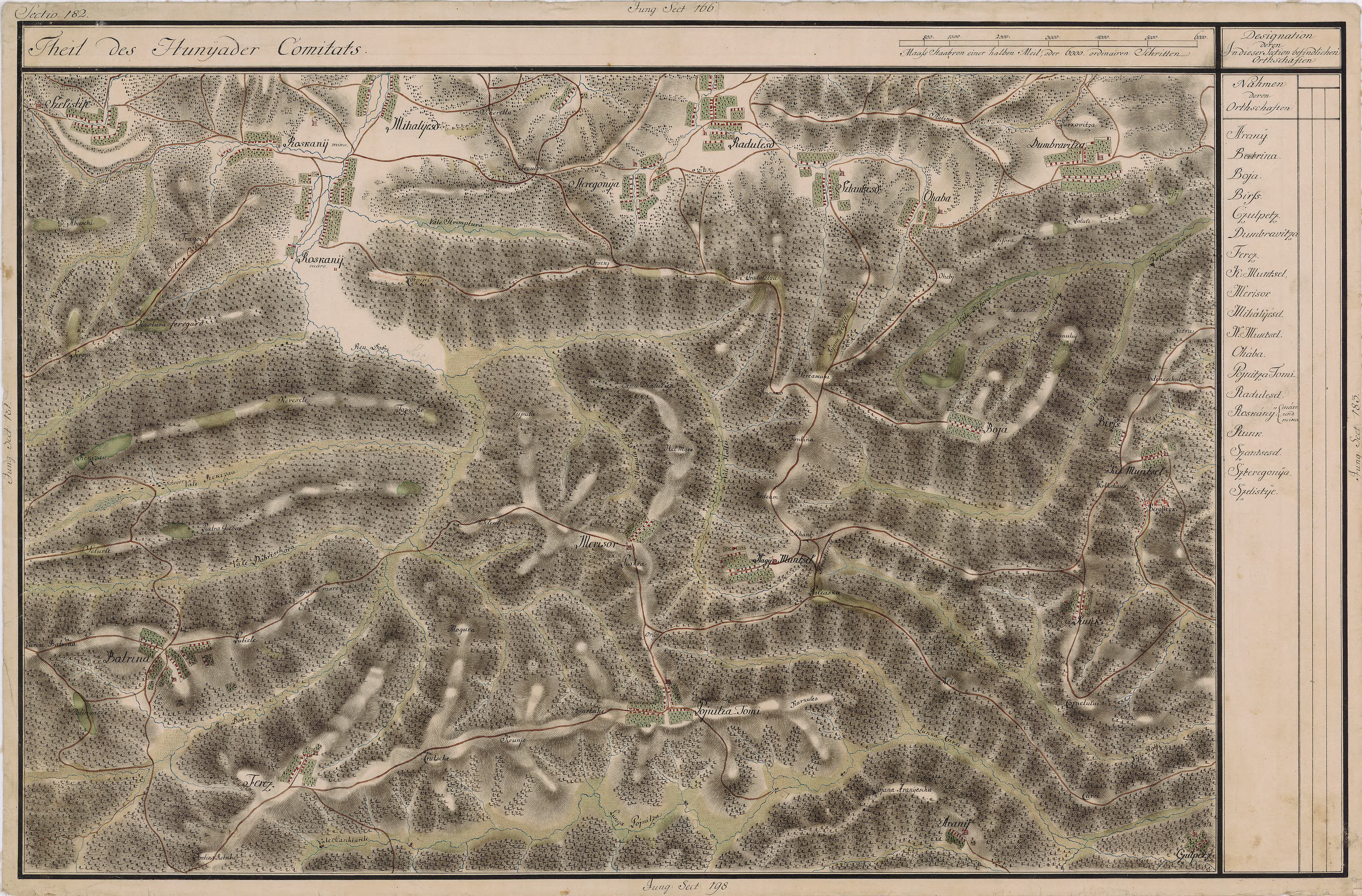
Pojenicatomi egy régi, az 1700-as évekből való térképen